# 加州大學河濱分校
加州大學河濱分校（缩写为UCR或UC Riverside）是美国加利福尼亚州的一所公立研究型大学，同时也是加州大学系統的十大校之一，主校區位於河濱市，佔地約1,200英畝(4.86平方公里)。另有位于棕榈沙漠的分校区，占地20英亩（合8公顷）。该校的前身为1907年成立的加州大学柑橘实验站，是虫害生物防治研究及生长调节剂使用方面的先驱，其研究成果成功将加州柑橘的生长期从4个月延长至9个月。加州大學河濱分校收藏了一些关于柑橘多样性、昆虫学以及科幻和摄影方面的全球最重要的研究藏品。
加州大學河濱分校的本科文理学院始建于1954年。1959年，加州大学校董正式宣布加州大學河濱分校为加州大学系统的成员学府。1961年，加州大學河濱分校开始招收研究生。自1999年以来，学校投资了超过7.3亿美元用以新项目建设，以期在2015年达到能够容纳21,000名学生的规模。有关于2012年新建完成加州40年来第一所公立研究型医学院的计划也正在进行之中。
在研究成果及社区服务方面，华盛顿月刊将该校排名为全美第15位；而基于同行评价、学生选择、财政资源及其他一些因素的考虑，美国新闻与世界周刊将UCR的本科项目列为全国第89位（总共368所院校）。美国新闻周刊还将UCR列为种族多样性方面的全国第三名，并且根据其获得佩尔助学金的本科生人数（占全校42%），将其在学生经济状况多样化方面列为全国第15位。尽管学生经济条件差距悬殊，将近三分之二的学生能在六年内顺利毕业。由于其拥有广泛的延伸性和融合性项目，该校被誉为“性少数群体学生的选择”，其中包括同性恋、双性恋及跨性别学生。2005年，成为全美第一所提供性别友善寝室的公立大学。
该校的运动代表队称为高地人队（Highlanders），参加全美大学生体育协会（NCAA）一级联盟的大西联盟比赛。他们的绰号（高地人）的来历是受到校园海拔较高的启发（该校位于Box Springs山麓）。女子篮球队于2006、2007年连续两次夺得大西联盟冠军。2007年，该校男子篮球队赢得其史上第一个分区冠军，这也是他们自2001年加入一级联盟以来第二次晋级区域赛。

## 历史

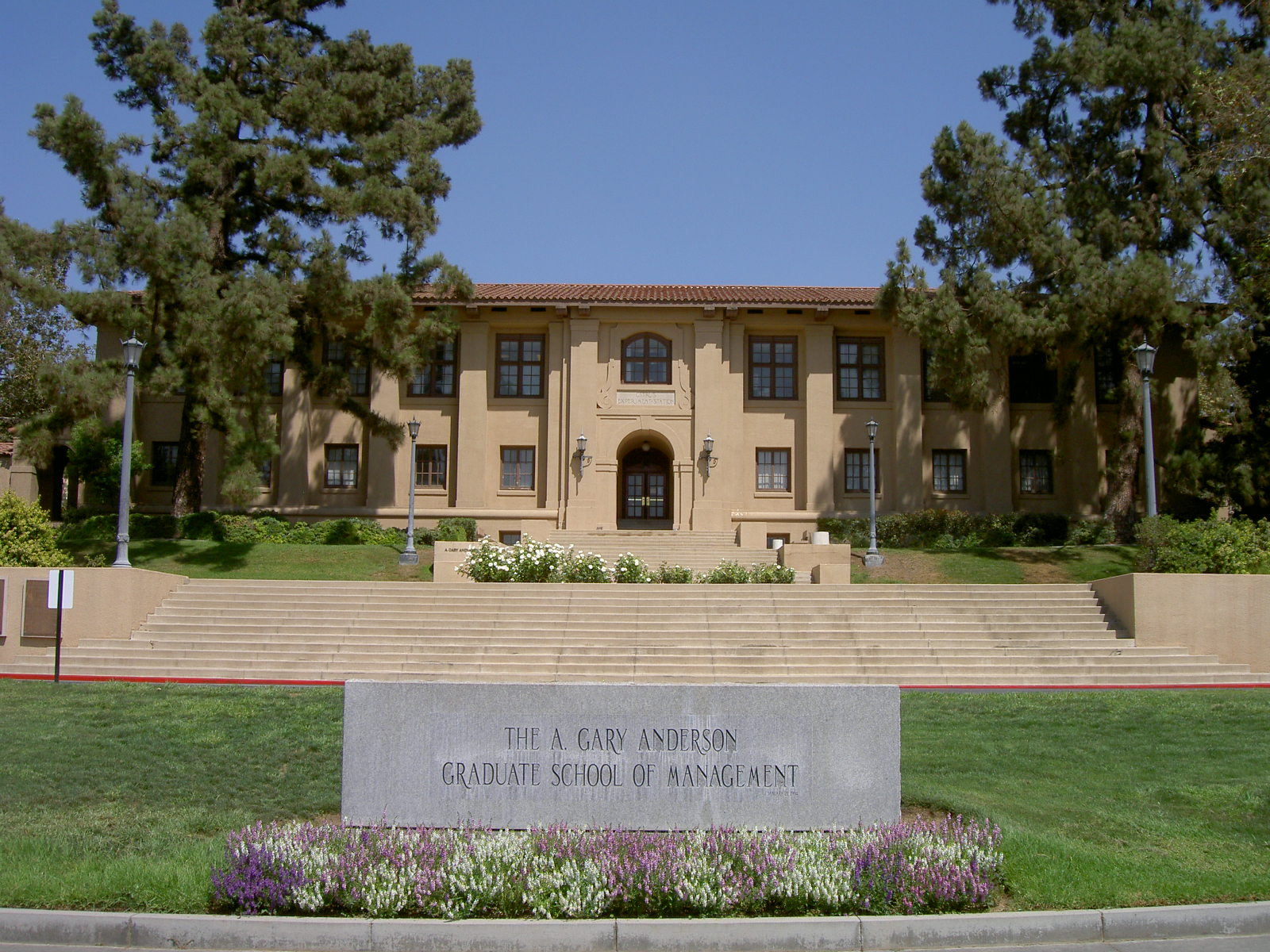
加州大学柑橘试验站原址，现为管理研究所

20世纪初，南加利福尼亚已成为柑橘的主产地，柑橘是该地区的首要出口农产品。南加州的柑橘业是由1873年栽种在里弗赛德市（又译为河滨市）的第一棵橙树发展而成的。在柑橘业种植者的强烈要求下，加州大学董事会於1907年2月14日建立了加州大学柑橘试验站（简称CES），位於里弗赛德市的罗比德克山（Mt. Rubidoux）的东坡，占地23英亩（9公顷），其目的是进行试验以提高柑橘受精、灌溉和采摘技术。1917年，该试验站搬迁到罗比德克山（Box Springs）山附近，面积扩大到475英亩（192公顷）。
二战期间退伍军人法案的通过使得大学入学率上升，因此加州大学系统必须扩大规模。当地一群柑橘种植者和市民领袖，其中包括伯克莱加州大学校友在内，他们积极地四处游说，希望在CES旁建立一个加州大学管理下的文科学院。参议员纳尔逊·迪尔沃思（Nelson Dilworth）、前议员菲利普·博伊德（Philip L. Boyd）和州议员约翰·巴贝奇（John Babbage）对这项法案在国会中的通过起了相当作用。1949年，州长厄尔·沃伦（Earl Warren）签订协议，批准两百万美元的拨款，用于校园的初期建设。
加州大学洛杉矶分校文理学院院长戈登·沃特金斯（Gordon S. Watkins）成为新建的加州大學河濱分校的首任教务长。他要把学校办成一所文理学院，要求建立最多能容纳1500学生的校园，并招募很多的年轻教员。1954年2月14日，有65名老师和127名学生参加学校落成开幕式，他感叹道：“从来没有这么多老师教这么少学生。”
1958年，加州大學河濱分校的学生已超过1000人。1959年，时任加州大学校长的克拉克·克尔预计婴儿潮一代的入学人数会如潮水般增长，便制定了《加利福尼亚州高等教育总体规划》，而且校董事会决定加州大學河濱分校为综合性大学。其第一任校长赫尔曼·斯皮思（Herman Theodore Spieth）见证了UCR从建立之初到成为能容纳5000学生的大学的过程。第二任校长伊万·欣德雷克（Ivan Hinderaker）带领加州大學河濱分校经历了自由言论运动时期，确保学生在里弗赛德市和平地进行抗议。1998年在对欣德雷克的一次采访中，他表示1979年市长要求州长罗纳德·里根宣布南海岸的大气流域质量差，此后关于里弗赛德市的新闻都是里弗赛德市笼罩着烟雾的负面报道。1979年学生入学率降低了25%。欣德雷克发展加州大學河濱分校的商业管理和生物医学的创新项目，足够的生源使校园得以继续开放。

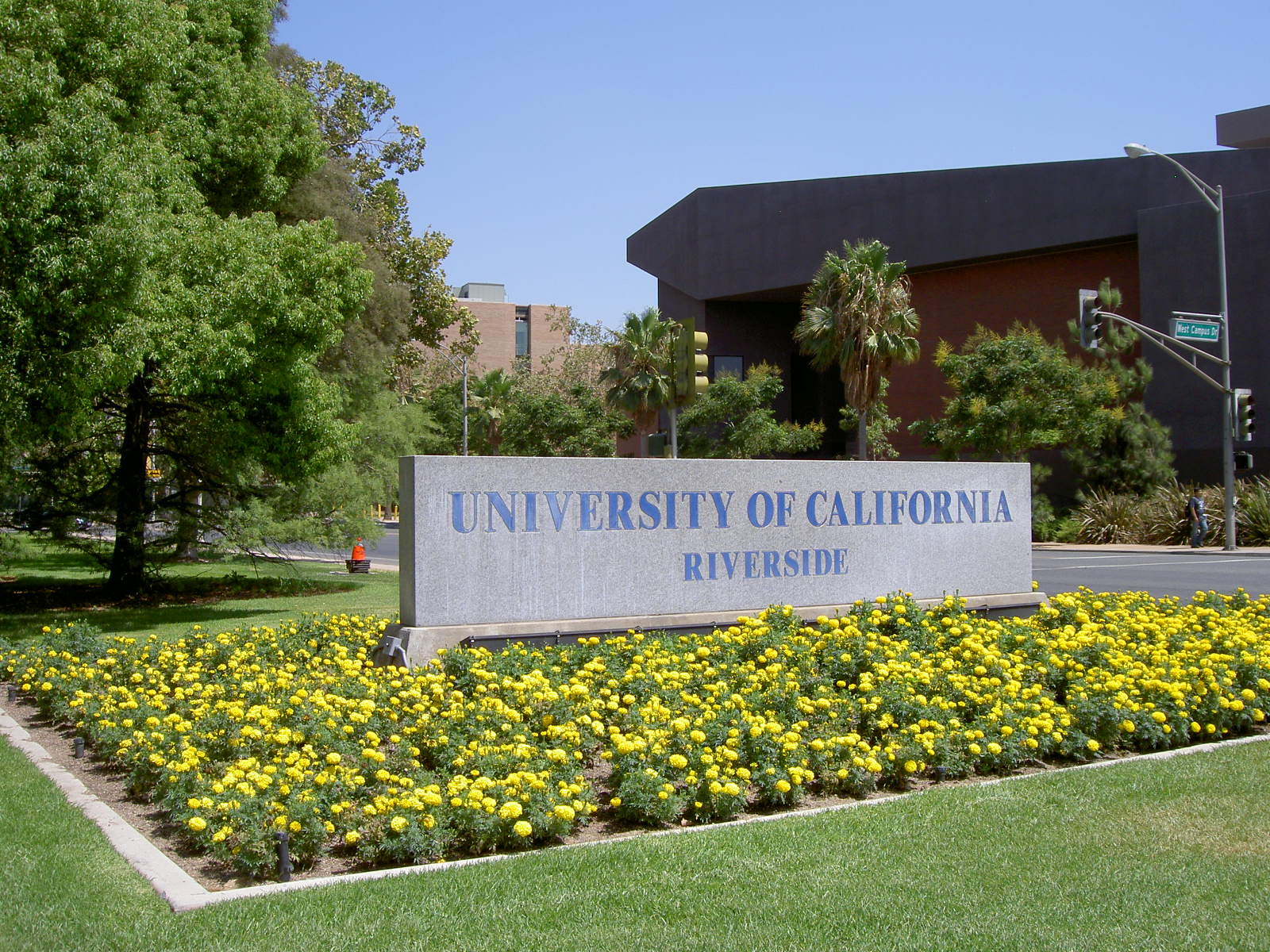
加州大學河濱分校大道入口，后面是艺术大楼（2007）

90年代，加州大学的入学申请猛增，这就是著名的“第二波浪潮”（"Tidal Wave II"）。董事会的目标是加州大學河濱分校每年入学率的增长都达到6.3%，这是加州大学系统中增长最快的，并期望2010年加州大學河濱分校的学生达19900人。截至1995年，加州大學河濱分校的非裔美国、美洲印第安和拉丁美洲学生占总学生人数的30%，这是加州大学中有史以来最高的比例。1997年实施的“209提案”反对实施平权行动，这样减少了加州大学的其他种族学生，但在加州大學河濱分校却刚好相反。
加州大學河濱分校为扩大其生源一直努力提高自己的学术声誉。1998年学生投票支持提高加州大學河濱分校运动员在全美大学体育联盟第一级（NCAA Division I）的费用。
1990年代以来，加州大學河濱分校先后要求建立法学院、医学院和公共政策学院。2006年6月，加州大學河濱分校收到了一份大礼，当地两夫妇捐赠1550万美元资助加州大學河濱分校建立医学院。之后建立医学院的提议得到董事会正式的批准。该医学院计划于2012年竣工，到时将会是加州40年来第一个新的医学院。

## 校园
加州大學河濱分校位于靠近Box Springs山附近，海拔1,100 英尺(340 米) to至 1,450 英尺(440 米)，离市中心的里弗赛德有3英里（5千米）。占地1,112英亩（450公顷）的校园被高速路——国道60号——分成了东西两个校区。
东校区占地约600英亩（243公顷），校园里主要的教学楼群和办公楼群都坐落于此。包括加州大学柑橘研究中心，宿舍楼和仓库在内的早期建筑构成了东校区的原始核心，这些建筑现在还在使用。这些建筑都是由赖斯特.H.哈比德和H.B.和寇迪联合设计的。小区内的主要建筑群建于1917年，共花费165,000美元；这些文艺复兴风格的建筑暗示着南加利福尼亚曾经是西班牙殖民地。

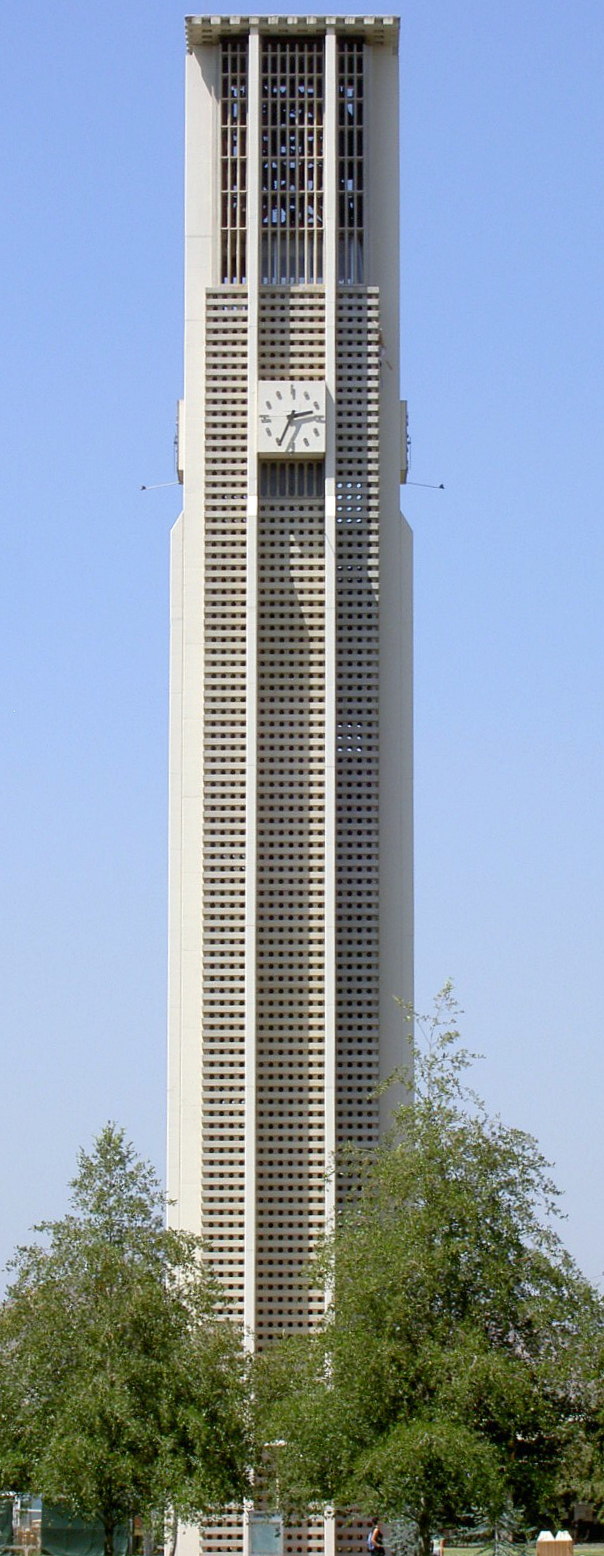
位于主校区中心的钟塔是UCR的地标

此后校园里不再新建楼房，直至1951年4月，设计标新立异的文理学院开始施工。由5幢大楼组成的建筑群显然是属于现代风格，这5幢大楼分别由5位设计师设计，1954年竣工，它们是：里维拉图书馆，韦伯大厦，地址楼，物理教学楼和沃特金斯大厦。1958年，评议会宣布加州大學河濱分校为加州大学的一个“平行校区”；在此后的十年里，新的大楼不断崛起，原有的大楼也逐步扩建。以东西方向为轴，新的学生宿舍楼和运动设施位于东南象限，而教学和研究设施则建于靠近高速公路的校园中心地区。加州地区共有5座钟塔，其中之一便坐落于加州大學河濱分校。加州大學河濱分校的钟塔由A.昆西.琼斯设计，塔高161英尺（49米），共有48口钟，每口钟重28磅（13千克）至5,091磅(2,309 千克)不等，音域达四个半八度。

## 学术

### 经费与科研

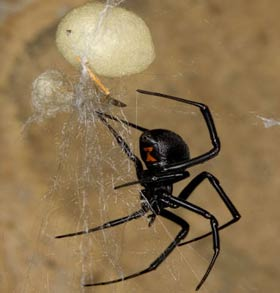
加州大學河濱分校通过对蜘蛛丝的研究，成功辨认出了母蜘蛛用来制造卵囊的关键蛋白基因。

2005-06财政年度，加州大學河濱分校的运营预算为四亿三千五百万美元。其中，州政府提供一亿五千三百万美元，学生学费分担了一亿一千一百万美元，联邦政府提供了八千四百万美元，有四千五百万美元来源于学校的销售和服务收入，余下的一千八百万美元来自于民间支持和其他来源。总体来讲，加州大學河濱分校的财政支出在加州造成了近十亿美元的经济影响。2005至2006年间，学院教职员一共募得近八千七百万美元作为科研资金。多数资金来自于像国家科学基金会，国立卫生研究所这样的联邦机构。加州大學河濱分校的科研花费主要集中在农业科技方面，2002年，农业科技的研究费用占了总费用的百分之五十三。2002年记录显示，花费最多的研究中心为，农业试验场，技术与环境研究中心，文献研究中心，大气污染研究中心，地球与行星物理研究院。
纵观加州大學河濱分校历史，研究学者们至少研发出了40个新的柑橘品种，并且研发出一项新的技术，每年可以帮助年产值9亿六千万美元的加州柑橘产业抵御害虫和疾病的侵袭。1927年，环境研究中心的昆虫学家从澳大利亚引入了两种黄蜂，它们是柑橘害虫粉蚧的天敌，由此挽救了橘子镇的柑橘种植者们，每年能减少虫害损失一百万美元。这件事对于建立生物控制从而有效地防治害虫起着至关重要的作用。1963年，植物生理学家查尔斯·科金斯证实使用赤霉酸(一种植物生长调节剂)可以使果实在橘树上停留更长时间。他的试验成果在整个二十世纪八十年代中被持续采用，促使加州的柑橘生长期从四个月延长到九个月。1980年，加州大學河濱分校公布了第一个专利柑橘品种，白金葡萄柚。从那时开始，柑橘培育机构相继公布了Melogold葡萄柚，金元宝橘（红橘），以及其他尚未注册商标的柑橘新品种。为了帮助创业者们开发新的产品，加州大學河濱分校成为了包括里弗赛德市和里弗赛德镇在内的里弗赛德区域科技公园的主要合伙人。它同时还管理着加州大学自然保护系统的六个保护区。

### 招生录取
| Ethnic enrollment, 2007 | 本科生 | 男    | 女    | 研究所 | 男    | 女    | 总计   |
| ----------------------- | ------ | ----- | ----- | ------ | ----- | ----- | ------ |
| 亚裔美国人              | 6,428  | 3,430 | 2,998 | 227    | 119   | 108   | 6,655  |
| 拉丁裔美国人            | 3,903  | 1,503 | 2,400 | 182    | 94    | 88    | 4,085  |
| 白人                    | 2,694  | 1,401 | 1,293 | 792    | 397   | 375   | 3,466  |
| 非裔美国人              | 1,108  | 403   | 705   | 47     | 22    | 24    | 1,155  |
| 印第安人                | 55     | 17    | 38    | 14     | 8     | 6     | 69     |
| 其他种族                | 296    | 131   | 165   | 98     | 44    | 54    | 394    |
| 未知                    | 557    | 297   | 260   | 807    | 429   | 378   | 1,364  |
| 总计                    | 15,041 | 7,182 | 7,859 | 2,146  | 1,113 | 1,033 | 17,187 |

长久以来，加州大學河濱分校录取了所有有资格进入加州大学系统的学生，即平均积分点（GPA）为3.0，数学、英语、写作的学术能力测验的标准化入学考试平均分数（SAT）都在470分以上。在2007年秋季录取的全部新生中，高中平均为3.59，学术能力测验总平均分为1673，美国大学测试平均分为23.加州大學河濱分校在2007年首次申请的20370人中接纳了75.9%的人。它的录取率占总人数的17.4%，即那届录取了4025名新生。由于大部分加州大学其他的院校会收到比当地考生数量的更多的申请，所有符合加州大学最低入学条件但没有资格被别的院校录取的学生会被分配到河濱分校或麦塞得分院。[80]2007年，大约有4100名没有被加州大学别的学院录取的学生被推荐去河濱分校或者麦塞得分院；每年大约有300名学生被推荐录取入加州大学。[79][80]在2006年，录取学生中43.4%是第一代读大学的学生，38.7%来自低收入家庭，24%的学生毕业于学业成绩较低的高中。[83] 2007年秋季入学的17187名大学生中，有15041名本科生和2146名研究生。2007年美国大学排名，把加州大学列为第三个种族最多的学校，加州大学学生收入差距很大，并且根据得到裴尔助学金的人数（42%），加州大学在全国名列第15。
根据一家全国性的非营利机构——教育信托基金公布的统计数据，2005年65.3%的学生从加州大学毕业， 该数据和国家平均水平持平，但是要比前5名公立研究性大学落后22%之多。即使如此，根据美国国家教育统计中心估计，2006年全国低收入服务机构平均水平为39%，加州大学远远高出其水平，在高等教育校园中成功树立了多样性的榜样。

### 排名
2020年上海交通大學世界大學排名將河濱加大排在世界第201-300名、全美第66-94名。河濱加大的自然科學系和生命科學系分別在2016排名世界第51-75名和151-200名。
根據2009年的美國新聞與世界報導，河濱加利福尼亞大學為美國全國性第一級大學，排名美國第96名，在全美所有公立大學中並列第43名。根據2019的美國新聞與世界報導，河濱加利福尼亞大學為美國全國性第一級大學，排名美國第85名。根據2020的美國新聞與世界報導，河濱加利福尼亞大學為美國全國性第一級大學，排名美國第91名。根據2021的美國新聞與世界報導，河濱加利福尼亞大學為美國全國性第一級大學，排名美國第88名。

## 学生生活
UCR的学生有着各种各样的社会活动以与留校计划。相比于其它加州大学，该校在招收非裔美籍学生的数目上创下新高，也是继默塞德后招收拉丁美洲裔學生数目最多的院校。洛杉矶时报与纽约时报分分刊登有关URC的文章并称之为“少数种族学生的理想学院”。URC于1993年成立资料中心，是加州第一所公开接纳同性恋，双性恋，跨性别人士为员工的大学并于2005年成为全美第一所提供性别友善宿舍的公立大学。尽管未登前20名之列，2006年UCR仍被The Advocate杂志评为全美最受LGBT学生欢迎的大学之一。只是，2008年，在被评为“西部最佳大学”的同时，UCR在《普林斯顿教育评论》一项有关学生幸福感缺失的调查中名列第六位。在UCR，有七成的学生属于白种人，但种族隔离倾向仍然存在，在一些学生中，种族关系紧张的情况也时有发生。

### 住房条件

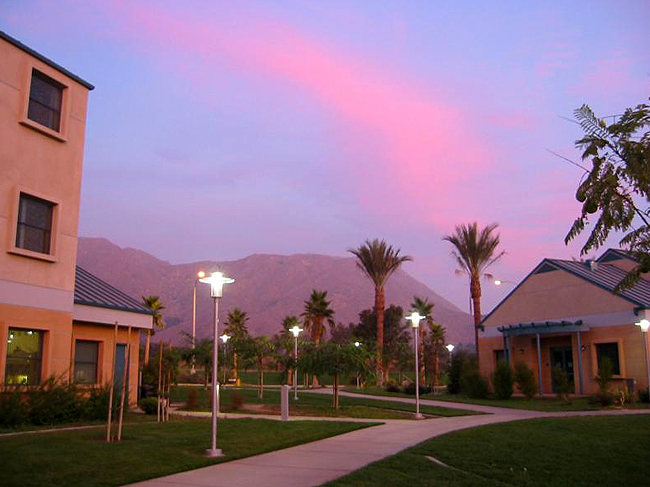
UCR校舍在日落时的景象

加州大學河濱分校的学生宿舍主要分为三个部分：Aberdeen-Inverness, Lothian以及Pentland Hills. 自2002年起分别于单人间，双人间，三人间共安置了2930余名学生。除此之外，UCR还建有一些校園公寓，例如：Stonehaven, Bannockburn Village, University Plaza, Glen Mor以及International Village, 总共可容纳959名学生；并在Canyon Crest提供一处学生家庭公寓，这是一个人数稀少的住宅区，可接待268人。不过这里将会在不久后被销毁并准备规划为高密度的学校宿舍。Glen Mor – 这所邻近Pentland HIills的公寓住宅區于2007年开设；靠近Glen Mor 附近公寓住宅区也于同年被吞并. 大约有半数的学生都住在校外公寓；其余的有经常往返于两地的也有住在本校的。到了周末，还是有30%的学生会选择留在校内。加州大學河濱分校还建设了部分用于各种不同目的校舍，以便满足学生在文化，学术上的需求, 体现了该校的多元化。这里还有各种种族与带有性别导向的主题馆，其中包括Unete a Mundo, 以便帮助那些想要帮助拉丁裔与奇卡諾族群快速融入大学生活中的学生们；泛非主題館则是为了那些对非洲文化感兴趣并且想要融入到社会；相对来说，Stonewall Hall力图为学生打造一个无关性别和性取向的环境，适合于那些想生活在没有性别刻板印象的环境中的学生。加州大學河濱分校人文、科学以及工程学科都分别设有其独特的主题馆并且专门为了优等生和交流生而开放的。

### 体育
和其他地区的大学比赛的非大学生运动俱乐部包括橄榄球俱乐部，该俱乐部建于2006年，属南加州橄榄球联盟。加州大學河濱分校的空手道俱乐部，在美国JKA空手道协会的赞助下成立，是一家独立的国家空手道机构。它每年都会在SRC举行空手道冠军赛。学生俱乐部也会参加男子足球赛。
1954年，加州大學河濱分校的第一届毕业生自诩为“高地人”以显示出这个学院的高度。1998年，学生会通过公投来促进第一类竞标赛后，吉祥物熊经专业的重新设计，看起来更凶猛。新“斯科蒂”画了个有特色的“半蓝”脸，以此纪念电影《勇敢的心》中的主角—威廉姆?华莱士。为了符合苏格兰主题，UCR组建了一风笛乐队，这支乐队由学生和在毕业典礼和校园活动中表演的职员组成。乐队成员穿着蓝、金色相间的格子衣服，而吉祥物是加州大学的注册的一个商标。为了2006年度全美大学联盟竞标赛中女子篮球队的首次亮相，加州大學河濱分校安排了22名乐队成员在中场表演。

### 全国冠军队（两类）
- 棒球（1977年和1982年）
- 女子排球（1977—AIAW,1982年和1986年）

### 社團
加州大學河濱分校也有很多學生社團，包括Chinese Student Association  (CSA)、中国学生学者联谊会  (CSSA)（页面存档备份，存于）、International Chinese Association  (ICA)（页面存档备份，存于）、Taiwanese American Student Association  (TASA) （页面存档备份，存于）、台灣研究生同學會  (TGSA)（页面存档备份，存于）等。完整的列表可參考StudentOrgNetwork。

## 校友
超过了65,000名从加州大學河濱分校的毕业生通过了历史这门课。著名的校友包括洛杉矶加州大学的前校长—E.阳，麻省理工的教授，2005年诺贝尔化学奖获得主—理查德施罗克博士，还有美国著名诗人—比利·科林斯。其他校友包括大联盟投手特洛依·珀西瓦尔（洛杉矶天使阿纳海姆市的最高纪录的保持者）和克里斯·斯密斯。
辩护律师蒂芬妮·谢弗，最近赢得了唐纳德·特普朗的真人秀节目——学徒。自2002年12月，民主党议员劳埃德?莱文就负责了加利福尼亚40届区域大会。C.范 图恩全球最大体育电视网主办和主编了汽车潮流这本杂志。
成立于2007年，加州大學河濱分校也是一个13，865平方英尺的校友之家和游人中心。它也是一个主要的校友集会点，供使用的设施包括：会议室，一间正式的董事会议室，中央大堂，图书馆，几个校友事务办公室，和一间咖啡馆。
- 洪蘭：台灣知名心理學家，現任國立中央大學認知神經科學研究所教授兼所長、國立陽明大學神經科學研究所教授。
- 向以丞：台灣知名女藝人、演員，台灣演員安以軒堂妹，參與我租了一個情人上流俗女校花的貼身高手等電視劇演出。
- 劉穎鏇：香港女主持及演員，《2016年度香港小姐競選》，奪取「亞軍」、「最上鏡小姐」及「現場最受歡迎佳麗獎」共三個獎項， 現為無綫電視經理人合約藝員。
- 胡釋安：台灣男演員，為台灣綜藝主持人胡瓜獨子。2018年開始演戲並進入演藝圈。
- 陳璽安：台灣男演員
- 譚若誼：台灣主播

## 認可機構
- 美國教育部。
- 中华人民共和国教育部。[8]
- 中华民国教育部。[9]

## 外部連結
- 河濱加利福尼亞大學官方網站（页面存档备份，存于）